# Haemaphysalis garhwalensis
Haemaphysalis garhwalensis är en fästingart som beskrevs av R.S. Dhanda och Darbhe Jayarama Bhat 1968. Haemaphysalis garhwalensis ingår i släktet Haemaphysalis och familjen hårda fästingar. Inga underarter finns listade i Catalogue of Life.